# Echthroplexiella talitzkyi
Echthroplexiella talitzkyi är en stekelart som beskrevs av Trjapitzin 1980. Echthroplexiella talitzkyi ingår i släktet Echthroplexiella och familjen sköldlussteklar. Inga underarter finns listade i Catalogue of Life.